# Circonscription électorale de Tottori
La circonscription électorale de Tottori (鳥取県選挙区, Tottori-ken senkyo-ku) est une ancienne subdivision électorale de la Chambre des conseillers du Japon, représentant la préfecture de Tottori. Deux conseillers y étaient élus au scrutin uninominal majoritaire à un tour.
En 2015, elle est fusionnée avec la circonscription électorale de Shimane pour former la circonscription électorale de Tottori-Shimane.

## Conseillers
| Série 1 (1947 : 1er, mandat de 6 ans) | Série 1 (1947 : 1er, mandat de 6 ans) | Élection                    | Série 2 (1947 : 2e, mandat de 3 ans) | Série 2 (1947 : 2e, mandat de 3 ans)   |
| ------------------------------------- | ------------------------------------- | --------------------------- | ------------------------------------ | -------------------------------------- |
|                                       | Teizō Kadota (ja) (Ind.)              | 1947                        |                                      | Nobuyoshi Tanaka (ja) (Ind.)           |
| 1950                                  | Teizō Kadota (ja) (Ind.)              |                             | Yoshio Nakata (ja) (PSJ)             |                                        |
|                                       | Hideyuki Miyoshi (ja) (Ind.)          | 1953                        | Yoshio Nakata (ja) (PSJ)             |                                        |
|                                       | Yoshio Nakata (PSJ)                   | 1956,                       |                                      | Siège vacant (4 mars - 8 juillet 1956) |
| 1956                                  | Yoshio Nakata (PSJ)                   |                             | Zen'ichi Nakahara (ja) (PLD)         |                                        |
| 1959                                  | Yoshio Nakata (PSJ)                   |                             | Zen'ichi Nakahara (ja) (PLD)         |                                        |
| 1962                                  | Yoshio Nakata (PSJ)                   |                             | Zen'ichi Nakahara (ja) (PLD)         |                                        |
|                                       | Masao Miyazaki (ja) (PLD)             | 1965                        | Zen'ichi Nakahara (ja) (PLD)         |                                        |
| 1968                                  | Masao Miyazaki (ja) (PLD)             |                             | Kaku Ashika (ja) (PSJ)               |                                        |
| 1971                                  | Masao Miyazaki (ja) (PLD)             |                             | Kaku Ashika (ja) (PSJ)               |                                        |
| 1974                                  | Masao Miyazaki (ja) (PLD)             |                             | Jirō Ishiba (ja) (PLD)               |                                        |
|                                       | Kōichi Hirota (ja) (PSJ)              | 1977                        | Jirō Ishiba (ja) (PLD)               |                                        |
| 1980                                  | Kōichi Hirota (ja) (PSJ)              |                             | Jirō Ishiba (ja) (PLD)               |                                        |
| ,1981                                 | Kōichi Hirota (ja) (PSJ)              | Kuniji Kobayashi (ja) (PLD) |                                      |                                        |
|                                       | Shōji Nishimura (ja) (PLD)            | Kuniji Kobayashi (ja) (PLD) | 1983                                 |                                        |
| 1986                                  | Shōji Nishimura (ja) (PLD)            | Shigenobu Sakano (ja) (PLD) |                                      |                                        |
|                                       | Tatsuo Yoshida (ja) (Ind.)            | Shigenobu Sakano (ja) (PLD) | 1989                                 |                                        |
| 1992                                  | Tatsuo Yoshida (ja) (Ind.)            | Shigenobu Sakano (ja) (PLD) |                                      |                                        |
|                                       | Takayoshi Tsuneda (ja) (Ind.)         | Shigenobu Sakano (ja) (PLD) | 1995                                 |                                        |
| 1998                                  | Takayoshi Tsuneda (ja) (Ind.)         | Shigenobu Sakano (ja) (PLD) |                                      |                                        |
|                                       | Takayoshi Tsuneda (PLD)               | Shigenobu Sakano (ja) (PLD) | 2001                                 |                                        |
| ,2002                                 | Takayoshi Tsuneda (PLD)               |                             | Kōtarō Tamura (ja) (Ind.)            |                                        |
| 2004                                  | Takayoshi Tsuneda (PLD)               |                             | Kōtarō Tamura (PLD)                  |                                        |
|                                       | Yoshihiro Kawakami (ja) (PDJ)         | 2007                        | Kōtarō Tamura (PLD)                  |                                        |
| 2010                                  | Yoshihiro Kawakami (ja) (PDJ)         | Kazuyuki Hamada (ja) (PLD)  |                                      |                                        |
|                                       | Shōji Maitachi (ja) (PLD)             | Kazuyuki Hamada (ja) (PLD)  | 2013                                 |                                        |